# Norah Jones
Norah Jones (* 30. března 1979, Brooklyn, New York), vlastním jménem Geetali Norah Jones Shankar je populární písničkářka a pianistka. Její hudba bývá označována jako směs jazzu, country a popu. Svá alba vydává u čistě jazzového vydavatelství Blue Note. Po svém prvním albu: Come Away With Me, získala devět cen Grammy, poslední v roce 2024 za album Visions. Dva roky studovala jazzový klavír na University Of North Texas.
Hrála také v několika filmech.
Jedná se o dceru slavného indického sitáristy Raviho Shankara.

## Hudební kariéra

### První hudební krůčky
Před tím, než začala vydávat svoje alba, byla pouze příležitostnou zpěvačkou. Spolupracovala ovšem s řadou skupin, jako byly například Wax Poetic, Peter Malik Group a velmi často také s kytaristou Charliem Hunterem. Její hlas byl stále častěji přirovnáván k Billie Holiday či Nině Simone a i její hra na piano sklízela podobnou chválu.

### Come Away with Me
Své debutové album vydala v únoru 2002 a za tuto vytříbenou směs jemného popu, jazzu a country okamžitě sklidila pochvalné kritiky. První singl z této stejnojmenné desky Come Away with Me vystoupal až na vrchol americké hitparády Billboard 200. Album získalo sošku Grammy za album roku. Do roku 2007 se tohoto alba prodalo přes 20 milionů kusů.

### Feels like Home
Druhé album dostalo název Feels like Home a vyšlo v únoru 2004. Na tomto albu se nechala mnohem více ovlivnit country, než tomu bylo u předchozího alba. Ani ne týden po vydání se ho prodalo milion kusů, byl to rekord v celé historii Blue Note Records. Alba se do dnešních dnů prodalo 14 milionů kusů.

### Not Too Late
Třetí album, Not Too Late vyšlo koncem ledna 2007. Je prvním, pro které si ona sama napsala všechny písně sama (nebo alespoň s někým spolupracovala). Možná právě proto jsou některé písně temnější než jsou ty na předchozích dvou albech. Celé album je nahráno v jejím domácím studiu. Ona sama popisuje nahrávání jako „zábavné a uvolněné, bez hrozby termínu odevzdání“ (Blue Note údajně netlačilo na termín vydání). Píseň My Dear Country z tohoto alba je politická satira, Jones jí napsala před presidentskými volbami v roce 2004. Album Not Too Late se stalo hitparádovou jedničkou ve dvaceti zemích, za první týden se ho prodalo 720 tisíc kusů.

## Diskografie
- First Sessions (EP) (2001)
- Come Away With Me (2002) – 10× platinové (us) celosvětový prodej 23 milionů
- Feels Like Home (2004) – 4× platinové (us) celosvětový prodej 11 milionů
- Not Too Late (2007)
- The Fall (2009)
- ...Featuring (2010) – kompilace
- Little Broken Hearts (2012)
- Day Breaks (2016)
- Live At Ronnie Scott's (2018)
- Pick Me Up Off the Floor (2020)

## Spolupráce

### Liberation Prophecy
Zde zpívá píseň Lonely Lament na albu Liberation Prophecy s názvem Last Exit Angel. Není náhodou, že právě s tímto albem začínala svoji hudební kariéru.

### Foo Fighters
Zde zpívá doprovodné vokály v písni Virginia Moon na druhém disku alba In Your Honor.

### Charlie Hunter Quartet
Zpívala také dvě písně s názvem More Than This a Day Is Done na albu Songs From the Analog Playground.

### Peter Malick Group
V roce 2003 vydala společně s Peterem Malickem bluesové album s názvem New York City.

### The Little Willies
The Little Willies byla založena v roce 2003. Norah zde převzala úlohu vokalistky a samozřejmě hraje na klavír. Další členové kapely jsou:
- Richard Julian (zpěv, kytara)
- Jim Campilongo (kytara)
- Lee Alexander (basa)
- Dan Rieser (perkuse).

Skupina vydala album s názvem The Little Willies (2006).
V roce 2012 vydali album For The Good Times (2012), opět s předělávkami legendárních country hudebníků jako např. Johnny Cash, Kris Kristoferson či Dolly Parton, Willie Nelson a mnozí další.

### Ray Charles
Jones spolupracovala s Rayem Charlesem na jeho albu "Genius Loves Company", které se skládá s duetů Charlese a ostatních hudebníků. Přispívající umělci byli vybráni samotným Rayem Charlesem. "Genius Loves Company" je poslední album, které Charles stihl dokončit před smrtí.

### El Madmo
12. května 2006, Norah si obléká síťované ponožky, blond paruku a s výrazným make-upem hraje na elektrickou kytaru. Norah zpívá v drze vtipné punkové kapele El Madmo. Kapela se skládá ze tří členů: "El" (Daru Oda, její vokalistka, členka Handsome Band), "Maddie" (Norah Jones) a "Mo" (Andrew Borger, bubeník v Handsome Band).

### Billie Joe Armstrong
V roce 2013 natočila Norah se zpěvákem Green Day, Billiem Joem Armstrongem, album Foreverly, kde oživují staré americké písně v novém duchu.

## Filmografie
- Láska s výstrahou, 2002
- Moje borůvkové noci, 2007
- Méďa, 2012